# トーマス・ヒッツルスペルガー
トーマス・ヒッツルスペルガー（Thomas Hitzlsperger ドイツ語発音: [ˈtoːmas ˈhɪtsl̩s.pɛɐ̯ɡɐ], 1982年4月5日 - ）は、西ドイツ・ミュンヘン出身の元サッカー選手。現役時代のポジションはミッドフィールダー。趣味は読書。

## 経歴
7人兄妹の末っ子。地元のクラブであるバイエルン・ミュンヘンのユースでプレーしていた2000年にイングランドのアストン・ヴィラFCからの誘いを受け渡英。レンタル期間を経た翌2001-02シーズンからトップチームでの出場機会を増やし始め、その後はヴィラの主力に成長。ボランチ、左サイドハーフ、左サイドバックをこなすユーティリティープレーヤーで、テクニックに優れていた。強烈な時速130Km以上のミドルシュートも大きな武器で「ザ・ハンマー」と称された。2004年にはドイツ代表に招集されるなど着実に成長し、2005年からはVfBシュトゥットガルトに移籍して母国に復帰。2006-07シーズンは15年ぶりの優勝に貢献（優勝がかかった試合では決勝点を決めた）。2008-09シーズンから2009年末までチームのキャプテンを務め、ドイツ代表の将来を担う一人として評価されていた。
2010年1月31日にシュトゥットガルトとの契約を解除しイタリアのSSラツィオへ移籍した。しかしラツィオでは満足な出場機会が与えられず、確実視されていた2010 FIFAワールドカップの出場も逃す結果となった。6月5日、ウェストハム・ユナイテッドに3年契約で移籍しイングランドに舞い戻ったが、チームは終始低迷し最下位で降格。自身も故障が重なって11試合の出場に留まり、シーズン終了後に契約を解消した。
2011年8月18日にVfLヴォルフスブルクに移籍するが、春先に足首と膝の外側半月板断裂の負傷を負い、シーズン終了後に彼の要求に応じた相互の同意によって解約された。その後、2012年10月19日にエヴァートンFCと2013年1月までの契約を交わす。その後もＵチームでプレーをしていたが度かさなるケガを理由に９月３日、引退を表明した。
2019年10月8日、VfBシュトゥットガルトの取締役会会長に就任した。

## その他
- ドイツの新聞『ディ・ツァイト』のレギュラーコラムニストであり、外国人差別・人種差別・反ユダヤ主義・極右主義に反対する協会をサポートしたり、南アフリカ共和国のHIV陽性の子ども達をサポートするプロジェクト’ウブントゥ・アフリカ’などに携わっているのが高く評価されて、2011年にドイツサッカー連盟の「ユリウス・ヒルシュ賞」を受賞した。
- 2014年1月、同国代表経験のあるサッカー選手として初めて同性愛者であることを告白した[4]。彼は公表したことに関して「同性愛者であることに何ら恥じることはない」と発言し「プロスポーツ界で同性愛の問題の議論を促進させるため」と。続けて「ドイツ、イタリア、イングランドではそれが深刻な問題とされてこなかった」と理由を説明した。また公にしたタイミングについてはソチオリンピックを前にロシアのゲイプロパガンダ禁止法に抗議するためと述べた[5]。

## 代表歴

### 出場大会
- ドイツ代表
  - 2006 FIFAワールドカップ

### 試合数
- 国際Aマッチ 52試合 6得点（2004年-2010年）[6]

| ドイツ代表 | 国際Aマッチ | 国際Aマッチ |
| 年         | 出場        | 得点        |
| ---------- | ----------- | ----------- |
| 2004       | 2           | 0           |
| 2005       | 11          | 0           |
| 2006       | 7           | 2           |
| 2007       | 10          | 2           |
| 2008       | 13          | 2           |
| 2009       | 8           | 0           |
| 2010       | 1           | 0           |
| 通算       | 52          | 6           |